# لیپینتسی
لیپینتسی (به بلغاری: Lipintsi) یک منطقهٔ مسکونی در بلغارستان است که در استان صوفیه واقع شده‌است.